# 鹿島神社 (江戸川区)

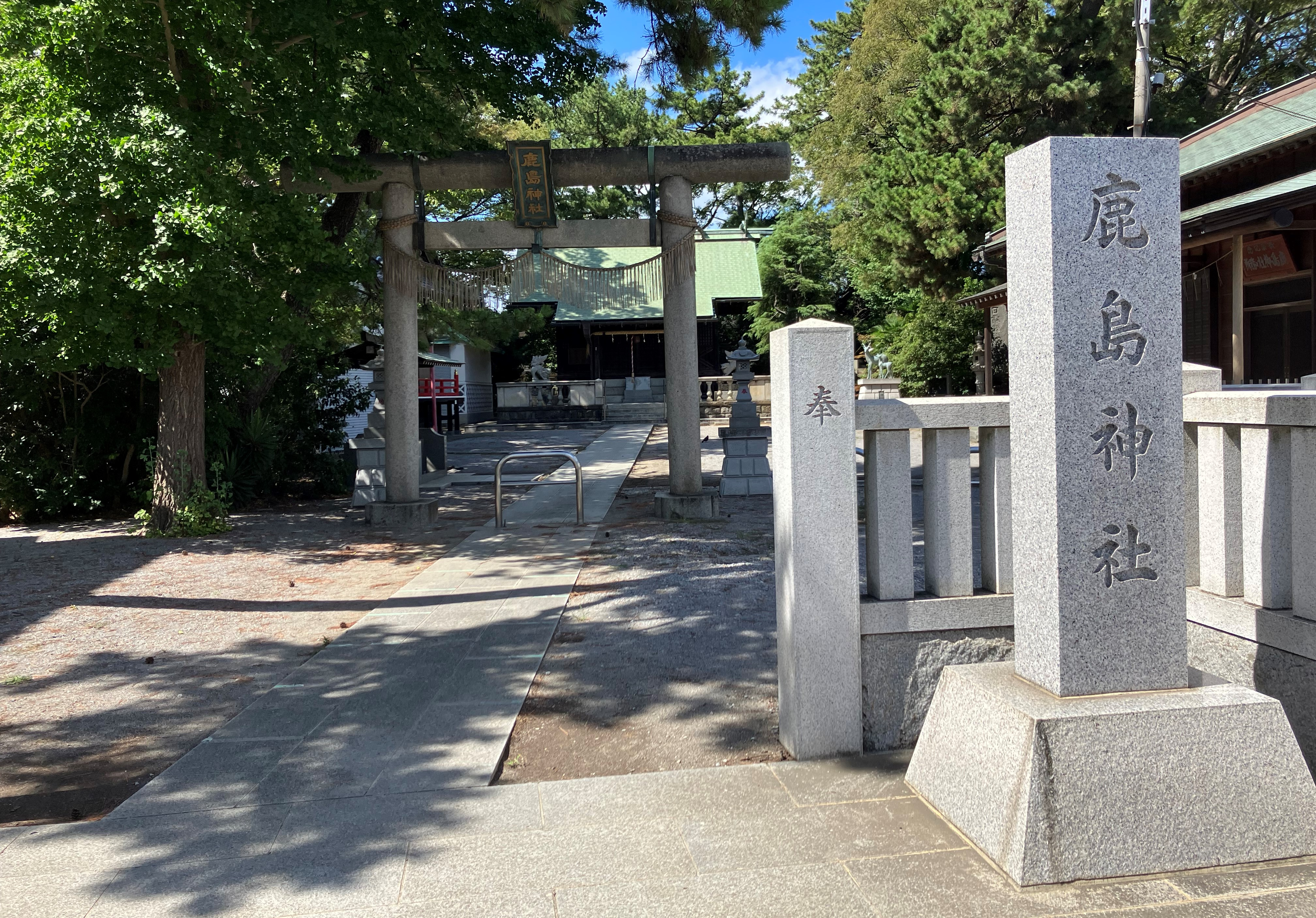
鳥居

鹿島神社（かしまじんじゃ）は、東京都江戸川区鹿骨（ししぼね）にある神社。

## 歴史
創建年代は不明である。元々は「五社神社」と称しており、鹿骨村の鎮守であった。「五社」の由来は、この地に入植した五つの家が、それぞれの氏神を合祀したからだという。別の説では、鹿見塚神社創建の由来となった鹿見塚に神徳を感じ、鹿見塚神社とは別に5柱の神を勧請して、新たに神社を創建したものという。
江戸時代は圓勝院が別当寺であったが、明治期の神仏分離により、切り離されることになった。1872年（明治5年）に村社に列格している。

## 文化財
- 鹿島神社のマタギ建て行事 - 江戸川区登録無形民俗文化財・風俗慣習、平成8年1月23日告示[3]

## 交通アクセス
- 篠崎駅より徒歩28分。